# Jean-Daniel Simon
Jean-Daniel Simon (Salon-de-Provence, 30 de novembro de 1942 - Paris, 3 de fevereiro de 2021) foi um cineasta e roteirista francês.

## Carreira
Dirigiu oito filmes entre 1968 e 1985. Em 1975, foi membro do júri do 9º Festival Internacional de Cinema de Moscou.

## Morte
Morreu em 3 de fevereiro de 2021, aos 78 anos.